# Alpaida tabula
Alpaida tabula là một loài nhện trong họ Araneidae phân bố ở sông Amazon.